# Canton de Chartres-3
Le canton de Chartres-3 est une circonscription électorale française du département d'Eure-et-Loir créée par le décret du 24 février 2014 et entrée en vigueur lors des élections départementales de 2015.

## Histoire
Un nouveau découpage territorial du département d'Eure-et-Loir entre en vigueur à l'occasion des élections départementales de mars 2015, défini par le décret du 24 février 2014, en application des lois du 17 mai 2013 (loi organique 2013-402 et loi 2013-403). Les conseillers départementaux sont, à compter de ces élections, élus au scrutin majoritaire binominal mixte. Les électeurs de chaque canton élisent au Conseil départemental, nouvelle appellation du Conseil général, deux membres de sexe différent, qui se présentent en binôme de candidats. Les conseillers départementaux sont élus pour 6 ans au scrutin binominal majoritaire à deux tours, l'accès au second tour nécessitant 12,5 % des inscrits au 1er tour. En outre la totalité des conseillers départementaux est renouvelée. Ce nouveau mode de scrutin nécessite un redécoupage des cantons dont le nombre est divisé par deux avec arrondi à l'unité impaire supérieure si ce nombre n'est pas entier impair, assorti de conditions de seuils minimaux. En Eure-et-Loir, le nombre de cantons passe ainsi de 29 à 15.
Le canton de Chartres-3 est formé de communes des anciens cantons d'Illiers-Combray (1 commune) et de Mainvilliers (3 communes) et d'une fraction de la commune de Chartres. Le canton est entièrement inclus dans l'arrondissement de Chartres. Le bureau centralisateur est situé à Chartres.

## Représentation
| Période élective | Période élective | Mandat | Mandat   | Identité           | Nuance | Nuance | Qualité                                                                |
| ---------------- | ---------------- | ------ | -------- | ------------------ | ------ | ------ | ---------------------------------------------------------------------- |
| 2015             | 2021             | 2015   | 2021     | Élisabeth Barrault |        | LR     | Adjointe au Maire de Chartres jusqu'en 2020                            |
| 2015             | 2021             | 2015   | 2021     | Rémi Martial       |        | LR     | Consultant et formateur indépendant en économie-gestion Maire de Lèves |
| 2021             | 2028             | 2021   | en cours | Rémi Martial       |        | LR     | Conseiller sortant                                                     |
| 2021             | 2028             | 2021   | en cours | Isabelle Vincent   |        | LR     | Adjointe au maire de Chartres                                          |

### Résultats détaillés

#### Élections de mars 2015
À l'issue du 1er tour des élections départementales de 2015, deux binômes sont en ballottage : Élisabeth Barrault et Rémi Martial (UMP, 42,45 %) et Nicolas Andre et Maryse Legrand (PS, 29,16 %). Le taux de participation est de 46,27 % (9 310 votants sur 20 119 inscrits) contre 48,57 % au niveau départementalet 50,17 % au niveau national.
Au second tour, Élisabeth Barrault et Rémi Martial (UMP) sont élus avec 58,89 % des suffrages exprimés et un taux de participation de 45,26 % (4 941 voix pour 9 106 votants et 20 119 inscrits).

#### Élections de juin 2021
Le premier tour des élections départementales de 2021 est marqué par un très faible taux de participation (33,26 % au niveau national). Dans le canton de Chartres-3, ce taux de participation est de 31,51 % (6 590 votants sur 20 916 inscrits) contre 32,03 % au niveau départemental. À l'issue de ce premier tour, deux binômes sont en ballottage : Rémi Martial et Isabelle Vincent (DVD, 33,47 %) et Guy Lirzin et Caroline Maupu (binôme écologiste, 19,63 %).
Le second tour des élections est marqué une nouvelle fois par une abstention massive équivalente au premier tour. Les taux de participation sont de 34,36 % au niveau national, 32,5 % dans le département et 32,66 % dans le canton de Chartres-3. Rémi Martial et Isabelle Vincent (DVD) sont élus avec 52,85 % des suffrages exprimés (3 363 voix pour 6 832 votants et 20 920 inscrits),,.

## Composition
| Nom                              | Code Insee | Intercommunalité      | Superficie (km2) | Population (dernière pop. légale)                | Densité (hab./km2) | Modifier                                    |
| -------------------------------- | ---------- | --------------------- | ---------------- | ------------------------------------------------ | ------------------ | ------------------------------------------- |
| Chartres (bureau centralisateur) | 28085      | CA Chartres Métropole | 16,85            | Fraction : 12 044 (2022) Commune : 37 990 (2022) | 2 255              | modifier les données · modifier les données |
| Bailleau-l'Évêque                | 28022      | CA Chartres Métropole | 19,68            | 1 190 (2022)                                     | 60                 | modifier les données · modifier les données |
| Lèves                            | 28209      | CA Chartres Métropole | 7,51             | 5 701 (2022)                                     | 759                | modifier les données · modifier les données |
| Mainvilliers                     | 28229      | CA Chartres Métropole | 11,92            | 10 950 (2022)                                    | 919                | modifier les données · modifier les données |
| Saint-Aubin-des-Bois             | 28325      | CA Chartres Métropole | 18,09            | 1 127 (2022)                                     | 62                 | modifier les données · modifier les données |
| Canton de Chartres-3             | 2806       |                       |                  | 31 012 (2022)                                    |                    | modifier les données                        |

Le canton de Chartres-3 comprend :
1. quatre communes entières,
2. la partie de la commune de Chartres non incluse dans les cantons de Chartres-1 et de Chartres-2.

## Démographie
En 2022, le canton comptait 31 012 habitants, en évolution de +1,11 % par rapport à 2016 (Eure-et-Loir : −0,23 %, France hors Mayotte : +2,11 %).
| 2013   | 2018   | 2022   |
| ------ | ------ | ------ |
| 29 961 | 30 715 | 31 012 |